# Nehi (alkirály)

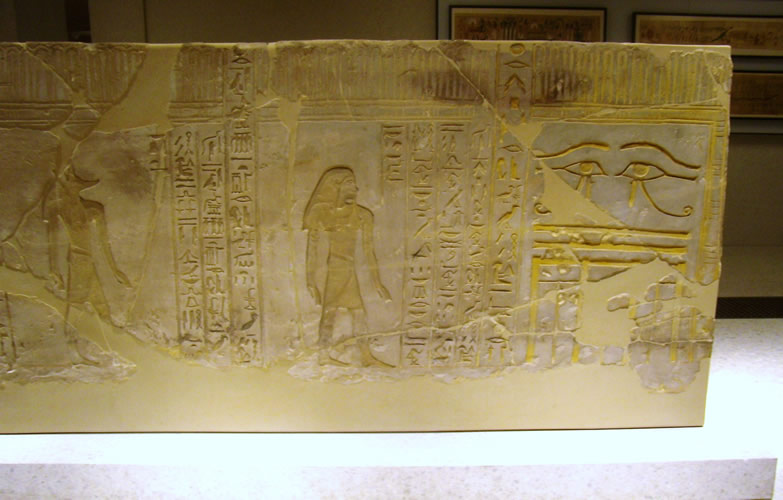
Nehi szarkofágja

Nehi (nḥỉ) ókori egyiptomi hivatalnok, Kús alkirálya volt a XVIII. dinasztia idején, III. Thotmesz uralkodása alatt.
Inebnit (más néven Amenemnehut) követte posztján. III. Thotmesz 23. uralkodási évében elkísérte az uralkodót egy szíriai hadjáratra. Núbiában számos felirata ismert, melyek különféle építkezésekről tanúskodnak; Szai szigetén egy felirata maradt fenn Thotmesz 25. uralkodási évéből, itt Nehi kápolnát építtetett és szobrot emeltetett.
Thébában temették el, bár sírja pontos helye nem ismert; a városból csak egyes temetkezési kellékeiről ismert. Hatalmas, kb. 2,55 méter hosszú, díszített mészkő szarkofágja ma Berlinben található; a XVIII. dinasztia idején ritkán készült hivatalnok számára szarkofág, így ez is bizonyítja Nehi magas társadalmi pozícióját. A szarkofág mellett előkerültek még usébtijei, egy piramidionja, valamint egy szobra, melyen említi III. Thotmesz nevét. A XIX. dinasztia idején épült Ramesszeumból előkerültek nevét és címeit viselő domborműves kőtömbök, melyek valószínűleg sírkápolnájából származtak. Utódja Uszerszatet volt.

## Fordítás
- Ez a szócikk részben vagy egészben  a   Nehi (Viceroy of Kush) című angol Wikipédia-szócikk ezen változatának fordításán alapul.  Az eredeti cikk szerkesztőit annak laptörténete sorolja fel. Ez a jelzés csupán a megfogalmazás eredetét és a szerzői jogokat jelzi, nem szolgál a cikkben szereplő információk forrásmegjelöléseként.